# RUFO

Logo

RUFO (Schreibweise des Logos: .RUFO) war von 1989 bis 2016 die erste und bisher einzige deutsch-russische Nachrichtenagentur. Chefredakteur und Inhaber war der 2021 verstorbene Journalist Gisbert Mrozek. 
Die in Moskau ansässige RUFO lieferte von 1989 bis 2016 über ein Netz von Korrespondenten Nachrichten aus Moskau, Russland und der Gemeinschaft Unabhängiger Staaten (GUS) an deutsche Hörfunksender und Printmedien (Der Spiegel, Focus, Facts), den Evangelischen Pressedienst epd, an die in Berlin ansässige dpa-Tochter dpa/rufa-Radiodienst (ein Nachrichtendienst für Hörfunksender in Form gesprochener aktueller Nachrichtenblöcke) bzw. dpa/rufa-Audiodienst, sowie einen Tageszeitungs-Pool in Deutschland, der Schweiz und Österreich.
1998 begann RUFO Nachrichten auf der eigenen Internetseite www.rufo.ru zu veröffentlichen. Daraus entwickelte sich die deutschsprachige Internetzeitung Russland-Aktuell, zu der mehrere Stadt- und Regionalausgaben zählten (zum Beispiel moskau.ru, Petersburg-Aktuell, Kaliningrad-Aktuell, Russland-News), des Weiteren verschiedene thematische Portale (energieforum.ru zu Energiethemen im Auftrag der Deutschen Energieagentur, petersburger-dialog.de, drf-Infozentrum.de für Stipendiaten). 
Von 1992 bis 1998 war RUFO Moskauer Korrespondenzbüro für Focus. Mit der Einstellung des letzten RUFO-Projekts Russland aktuell beendete die Agentur 2016 ihre Arbeit. Mrozek zog sich aus dem Journalismus zurück und ist zwischenzeitlich verstorben.